# Бесси, Морис
Морис Бесси (фр. Maurice Bessy; 4 декабря 1910, Ницца, Франция — 15 ноября 1993, Париж) — французский писатель и журналист, сценарист, историк кино и киновед. С 1972 по 1978 годы занимал пост исполнительного директора Каннского кинофестиваля.

## Биография
Родился в Ницце 4 декабря 1910 года. С ранних лет приобщился к кинематографу, что во многом было вызвано тем, что его отец был управляющим местным кинотеатром. После окончания школы был связан с местной кинокомпания Studios de la Victorine. Позже переехал в Париж, где также занимался кинематографом, писал для специализированных изданий. В 1934 году сменил Сюзанн Шанталь на посту главного редактора журнала Cinémonde, на котором проработал до 1939 года. В 1937 году стал одним из главных инициаторов создания Приза Луи Деллюка, ставшего со временем самой престижной французской кинонаградой. Она вручается в память о французском режиссёре, кинокритике и теоретике кино Луи Деллюке.
С 1939 года выступил в качестве сценариста и автора диалогов; сотрудничал с такими режиссёрами как Марсель Л’Эрбье, Жюльен Дювивье, Жак де Баронселли, Филипп де Брока. После окончания Второй мировой войны и немецкой оккупации Франции сотрудничал с такими изданиями как Le Film Français, Une semaine de Paris, Paris théâtre, Bulletin du Festival de Cannes. После того как Жан-Пласид Моклер возродил Cinémonde, не выходивший с 1940 по 1946 годы, Бесси вновь возглавил этот журнал и проработал в этом качестве до 1966 года. С 1958 года бессменный президент Общества сценаристов кино и телевидения. Также возглавлял Государственный комитет по телевидению, был европейским представителем Монреальского кинофестиваля.
Работал главным отборщиком фильмов на Каннском кинофестивале, а с 1972 года, после того как Робер Фавр Ле Бре перешёл на пост его президента, Бесси был назначен его исполнительным директором. По его инициативе, после десятилетнего перерыва, начиная с 1975 года вновь стал вручаться главный приз — «Золотая пальмовая ветвь». Бесси проработал в должности исполнительного директора до 1978 года, а сменил на этом посту его помощник Жиль Жакоб. Последний впоследствии вспоминал о своём бывшем начальнике, чей офис находился рядом с его, следующее: «Он меня обожал, всё объяснял, но ничего не давал делать. Он был сверхпедантичным, приходил рано утром, брал бумагу, линейку, карандаш и чертил график просмотров на день. По горизонтали он размечал залы, а по вертикали расписывал фильмы. Я его спрашивал: „Почему вы не пользуетесь свободным расписанием? Можно ведь сделать копию“. Он отвечал: „Потому что я получаю от этого удовольствие“». После того как тот был назначен на место Бесси их отношения не заладились, — вспоминал Жакоб. Бесси приехал ночью на грузовом автомобиле и вывез на нём свои документы: «Всё! Больше он не возвращался».
Бесси достиг значительных успехов на литературном поприще, а также как киновед и историк кино. Он является автором нескольких романов («Морда солнца», «Свежая кровь», «Пылающий куст», «Ибо это Бог, который погребён»). Ему принадлежат несколько монографий посвящённых выдающимся кинематографистам: Луи Люмьеру, Жоржу Мельесу, Чарльзу Чаплину, Орсону Уэллсу, Эриху фон Штрогейму, Уолту Диснею, Бурвилю, Жану Ренуару (совместно с Клодом Бейли). За свои заслуги перед французской культурой стал кавалером ордена Почётного легиона, удостоен премии Брекет-Гонен. Умер 15 ноября 1993 года в Париже, похоронен на кладбище города Гарш, департамент О-де-Сен.

## Фильмография
| Год  | Название на русском          | Оригинальное название              | Сценарист, автор диалогов                      | Режиссёр          | Примечания |
| ---- | ---------------------------- | ---------------------------------- | ---------------------------------------------- | ----------------- | ---------- |
| 1939 | Дикая бригада                | La Brigade sauvage                 | Yes                                            | Марсель Л’Эрбье   |            |
| 1942 | Человек без имени            | L'Homme sans nom                   | Yes                                            | Леон Мато         |            |
| 1943 | Парижские тайны              | Les Mystères de Paris              | Yes                                            | Жак де Баронселли |            |
| 1944 | Перекрёсток потерянных детей | La famille Duraton                 | Yes                                            | Лео Жоаннон       |            |
| 1950 | Касабланка                   | Casabianca                         | Yes                                            | Жорж Пекле        |            |
| 1956 | Это время убийц              | Voici le temps des assassins       | Yes                                            | Жюльен Дювивье    |            |
| 1962 | Дьявол и десять заповедей    | Le Diable et les Dix Commandements | (Новелла 5. «Почитай отца твоего и мать твою») | Жюльен Дювивье    |            |
| 1966 | Король сердец                | Les casse-piedLe Roi de cœur       | Yes                                            | Филипп де Брока   |            |

## Избранная библиография
- Sang nouveau, roman, bibliothèque Charpentier, Fasquelle, 1938
- Buisson ardent, roman, Fasquelle, 1944
- Georges Méliès: Mage suivi de Mes mémoires par Georges Méliès, avec Lo Duca, Édition Prisma, 1945. «Édition du centenaire 1861—1961 », Pauvert, 1961
- Les Trucages au cinéma, préf. d'Orson Welles, Édition Prisma, 1951
- Monsieur Chaplin ou le Rire dans la nuit, Jacques Damase, 1952
- Car c'est Dieu qu'on enterre, roman, Albin Michel, 1960
- Imprécis d'érotisme, «Bibliothèque internationale d'érotologie» no 7, Pauvert, 1961
- Histoire en 1000 images de la magie, Pont-Royal, 1962
- Bilan de la magie, Albin Michel, 1963
- Orson Welles, coll. «Cinéastes de notre temps», Paris, Seghers, 1965
- Dictionnaire du cinéma et de la télévision, avec Jean-Louis Chardans, Pauvert, 1965
- Walt Disney, coll. «Cinéma d'aujourd'hui» no 64, Seghers, 1970
- L'Érotisme au cinéma, 12 vol., avec Lo Duca, Filmarchives, 1977-1982
- Les Passagers du souvenir, mémoires, Albin Michel, 1977
- Mort, où est ton visage?, essai sur les masques mortuaires, Monaco, Le Rocher, 1981
- Orson Welles, Pygmalion, 1982 (ISBN 2-85704-121-7)
- Jean Renoir, avec Claude Beylie, Pygmalion, 1989 (ISBN 978-2857042853)
- Charlie Chaplin, Pygmalion, 1997 (ISBN 978-2857041757)
- Histoire du cinéma français, 7 vol., Pygmalion, 1997
  - Histoire du cinéma français : Encyclopédie des films, 1929—1934
  - Histoire du cinéma français : Encyclopédie des films, 1935—1939
  - Histoire du cinéma français : Encyclopédie des films, 1940—1950
  - Histoire du cinéma français : Encyclopédie des films, 1951—1955
  - Histoire du cinéma français : Encyclopédie des films, 1956—1960
  - Histoire du cinéma français : Encyclopédie des films, 1961—1965
  - Histoire du cinéma français : Encyclopédie des films, 1966—1970
- Eric von Stroheim, Pygmalion, 1997 (ISBN 978-2857041719)
- Les Mystères de la chambre noire. Histoire de la projection animée, Pygmalion, 1997 (ISBN 978-2857043263)
- Viviane Romance, Pygmalion, 2001 (ISBN 978-2857047254)
- Le Rire, hommage à Bergson, hors commerce